# Irnfritz-Messern
Irnfritz-Messern osztrák mezőváros Alsó-Ausztria Horni járásában. 2024 januárjában 1421 lakosa volt. 

## Elhelyezkedése

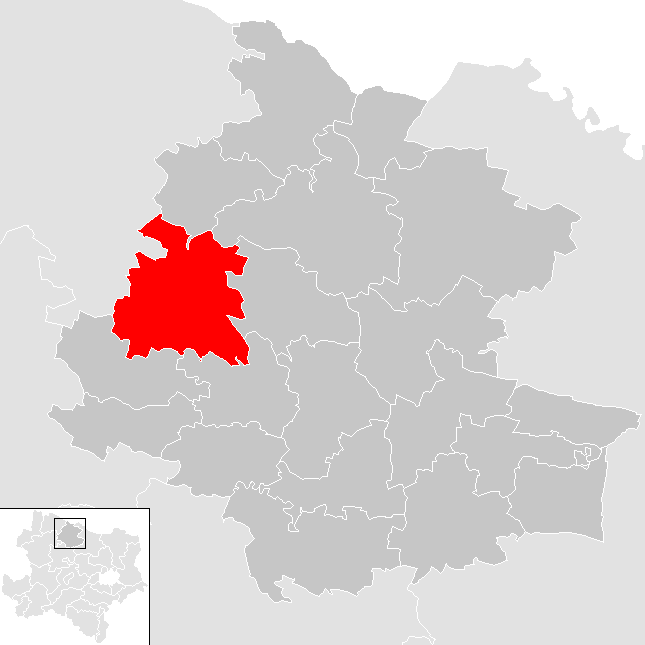
Irnfritz-Messern a Horni járásban

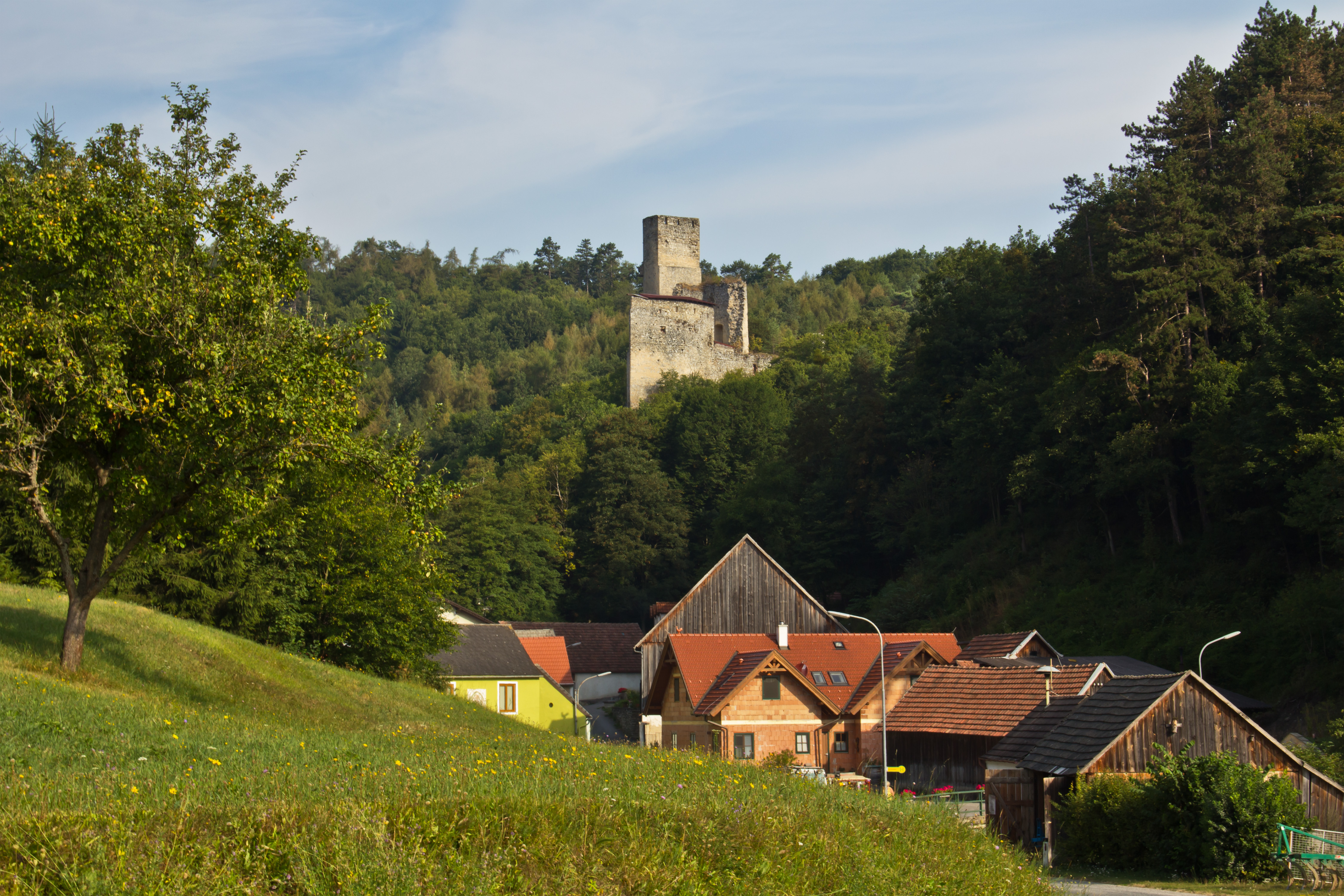
Grub várának romjai

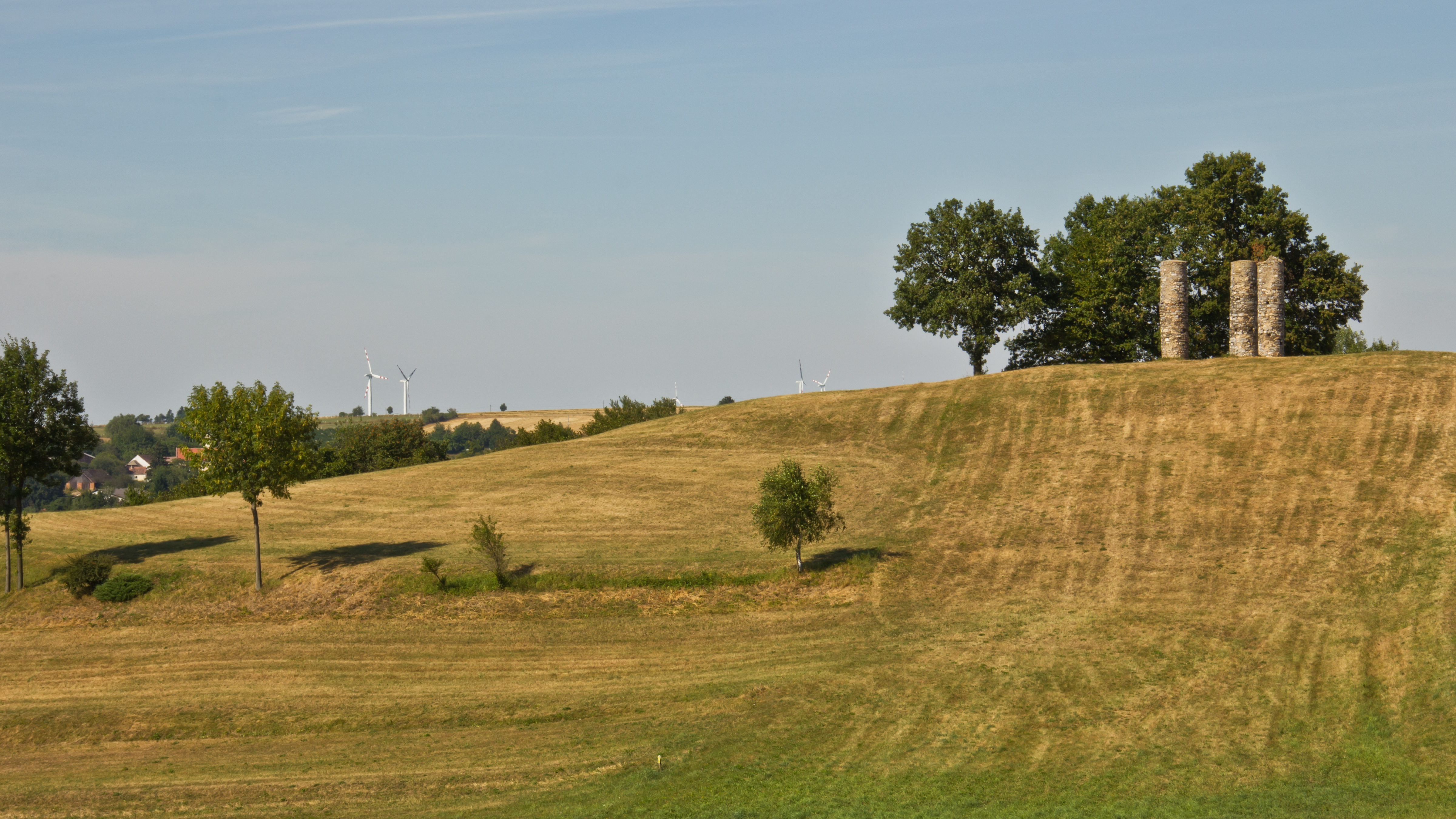
A messerni vesztőhely oszlopai

Irnfritz-Messern a tartomány Waldviertel régiójában fekszik. Legnagyobb folyóvize a Große Taffa. Területének 46,4%-a erdő, 47,6% áll mezőgazdasági művelés alatt. Az önkormányzat 12 települést egyesít: Dorna (28 lakos 2024-ben), Grub (30), Haselberg (55), Irnfritz (523), Klein-Ulrichschlag (89), Messern (206), Nondorf an der Wild (60), Reichharts (89), Rothweinsdorf (86), Sitzendorf (43), Trabenreith (129) és Wappoltenreith (83).
A környező önkormányzatok: északra Japons, északkeletre Geras, keletre Pernegg, délkeletre St. Bernhard-Frauenhofen, délre Brunn an der Wild, nyugatra Ludweis-Aigen.

## Története
Messernt 1210-ben, Irnfritzet 1333-ban említik először. Utóbbi neve az ófelnémet Irmvrit személynévre vezethető vissza. A középkorban a perneggi és az altenburgi kolostorok birtokolták az itteni földeket. A messerni Wildberg vára 1135-ben szerepel először az oklevelekben. 1482-85 között Mátyás magyar király hadai tartották megszállva. A reformációt követően a lakosság nagy része protestánssá vált, a világi földesurak lutheránus prédikátorokat neveztek ki, és kisajátították az egyházi birtokokat. A 16. század végén a vár akkori birtokosa, Hans von Puchheim reneszánsz kastéllyá építtette át az épületet.
1869-ben megépült a Ferenc József-vasútvonal, amely összekötötte a települést Béccsel és gazdasági fellendülést hozott magával. 1958-ban Irnfritz-Bahnhofban templomot építettek, amelyet Szent Antal tiszteletére szenteltek fel. 1972-ben az addig önálló Dorna, Grub, Haselberg, Irnfritz-Bahnhof, Irnfritz-Ort, Klein-Ulrichschlag, Messern, Nondorf an der Wild, Reichharts, Rothweinsdorf, Sitzendorf, Trabenreith és Wappoltenreith községeket egy nagyközséggé egyesítették, amely 1994-ben kapta meg az Irnfritz-Messern nevet.

## Lakosság
Az irnfritz-messerni önkormányzat területén 2024 januárjában 1421 fő élt. A lakosságszám 1880-ban érte el a csúcspontját 1991 fővel, azóta folyamatosan csökkenő tendenciát mutat. 2022-ben az ittlakók 97,9%-a volt osztrák állampolgár; a külföldiek közül 0,4% a régi (2004 előtti), 1,2% az új EU-tagállamokból érkezett. 0,1% az egykori Jugoszlávia (Szlovénia és Horvátország nélkül) vagy Törökország, 0,3% egyéb ország polgára volt. 2001-ben a lakosok 95,8%-a római katolikusnak, 0,5% evangélikusnak, 2,8% pedig felekezeten kívülinek vallotta magát. Ugyanekkor a legnagyobb nemzetiségi csoportot a németek (99,3%) mellett a csehek alkották 8 fővel (0,6%).
A népesség változása:

| 2016 | 1 439 |
| 2018 | 1 409 |

## Látnivalók
- Grub várának romjai
- a Wildberg-kastély
- a messerni Szt. Jakab-plébániatemplom
- a haselbergi várkápolna
- a messerni vesztőhely
- a trabenreithi téglamúzeum

## Fordítás
- Ez a szócikk részben vagy egészben  az   Irnfritz-Messern című német Wikipédia-szócikk ezen változatának fordításán alapul.  Az eredeti cikk szerkesztőit annak laptörténete sorolja fel. Ez a jelzés csupán a megfogalmazás eredetét és a szerzői jogokat jelzi, nem szolgál a cikkben szereplő információk forrásmegjelöléseként.